# Kerrville
Kerrville é uma cidade localizada no estado norte-americano de Texas, no Condado de Kerr.

## Demografia
Segundo o censo norte-americano de 2000, a sua população era de 20.425 habitantes.
Em 2006, foi estimada uma população de 22.361, um aumento de 1936 (9.5%).

## Geografia
De acordo com o United States Census Bureau tem uma área de
43,9 km², dos quais 43,3 km² cobertos por terra e 0,6 km² cobertos por água. Kerrville localiza-se a aproximadamente 584 m acima do nível do mar.

## Localidades na vizinhança
O diagrama seguinte representa as localidades num raio de 36 km ao redor de Kerrville.